# Фірсова Джемма Сергіївна
Джемма Сергіївна Фірсова  (рос. Джемма Сергеевна Фирсова; 27 грудня 1935, Самарканд, Узбецька РСР — пом. 8 травня 2012, Москва, Росія) — радянська та російська акторка, режисер документального кіно, журналістка, громадський діяч. Лауреат Державної (1973) i Ленінської премії СРСР (1980).

## Життєпис
Джемма Фірсова народилася 27 грудня 1935 року в Самарканді, де її батько, будучи військовим будівельником, командував інженерно-саперним батальйоном.
Закінчила Всесоюзний державний інститут кінематографії (1966, майстерня О. Довженка, М. Ромма).
У 1987 році брала участь у створенні екологічної організації «Союз Чорнобиль». Згодом була призначена керівником експертної групи щодо з'ясування безпосередніх причин аварії.
Автор декількох публіцистичних книг.
Джемма Фірсова померла 8 травня 2012 р. Похована на Хімкинському цвинтарі у Москві.

## Сім'я
Чоловік — Мікоша Владислав Владиславович (1909—2004) — кінооператор-документаліст, фронтовий кінооператор Великої Вітчизняної війни, кінорежисер. Народний артист СРСР (1990), лауреат Сталінських (1943, 1949, 1951) і Державної премії СРСР (1976). Капітан третього рангу.

## Фільмографія
Акторські кінороботи:
- «Ходіння по муках» (1958-59, Чародєєва)
- «Пурпурові вітрила» (1961, Ліліан Грей, мати Артура)
- «Війна і мир» (1967, Катіш)
- «Чорне сонце» (1970, Ніколь Готьє)
- «Це солодке слово — свобода!» (1972, Еллен Каррера)
- «Хроніка ночі» (1972)
- «Чорна береза» (1977) та ін.

Знялась в українських стрічках:
- «Криниця для спраглих» (1965, Марія)
- «Вечір на Івана Купала» (1968, відьма)
- «Білий птах з чорною ознакою» (1970, Вівдя)
- «Осяяння» (1971)

Режисер-постановник:
- «На півдорозі до Місяця» (1966, фільм входить до кіноальманаху «Подорож»)
- З 1968 р. працює в документальному кіно як режисер і сценарист («Поїзд у революцію» у співавт.; Головний приз на Міжнародному кінофестивалі в Лейпцигу; «Зима і весна сорок п'ятого» (Державна премія СРСР, 1973) тощо).